# Parafia św. Mikołaja w Jaamie
Parafia św. Mikołaja – parafia prawosławna w Jaamie, w eparchii narewskiej.
Na terenie parafii funkcjonuje cerkiew parafialna pod wezwaniem świętego Mikołaja, zbudowana w 1904 r. Zniszczona w czasie II wojny światowej, odbudowana została w 1991 r.

## Historia
Parafia została erygowana 5 grudnia 1906 r. na mocy decyzji Świętego Synodu Rosyjskiej Cerkwi Prawosławnej. Wydzielona została z parafii św. Eliasza w Vasknarvie. 
Po zniszczeniu cerkwi parafialnej podczas II wojny światowej nabożeństwa prawosławnej w Jaamie odbywały się w powiększonej kaplicy cmentarnej. Parafia przez kilka dekad nie posiadała stałego duszpasterza, lecz była obsługiwana przez kapłanów z Narwy i Jõhvi. Na początku XXI w. w Jaamie, sukcesywnie wyludniającej się, żyło ok. 15–20 osób wyznania prawosławnego.